# موتور کلثوم نارويي
موتور کلثوم نارويي (بالإنجليزية: Mowtowr-e Kalsum Naruyi)‏ هي منطقة سكنية تقع في سيستان وبلوتشستان في إيران. يقدر عدد سكانها بـ 20 نسمة .